# Stina Lykke Petersen
Stina Lykke Petersen, née le 9 février 1986, est une footballeuse internationale danoise. Elle évolue au KoldingQ au poste de gardien de but.

## Biographie
Avec l'équipe du Danemark, elle participe au championnat d'Europe en 2005, 2013 et 2017. Elle est demi-finaliste de l'Euro en 2013, puis finaliste en 2017.

## Palmarès
- Finaliste du championnat d'Europe féminin en 2017 avec l'équipe du Danemark
- Championne du Danemark en 2011, 2012 et 2013 avec le Brøndby IF
- Vainqueur de la Coupe du Danemark en 2010, 2011, 2012 et 2013 avec le Brøndby IF